# Stipo Papić
Stipo Papić (Berlin, 20. studenoga 1978.) je bivši njemački košarkaš i državni reprezentativac hrvatskog podrijetla. Igrao je na mjestu krilnog centra i centra. Visine je 204 cm. 

## Vanjske poveznice
- FIBA